# Myderiz-Ali-Efendi-Moschee

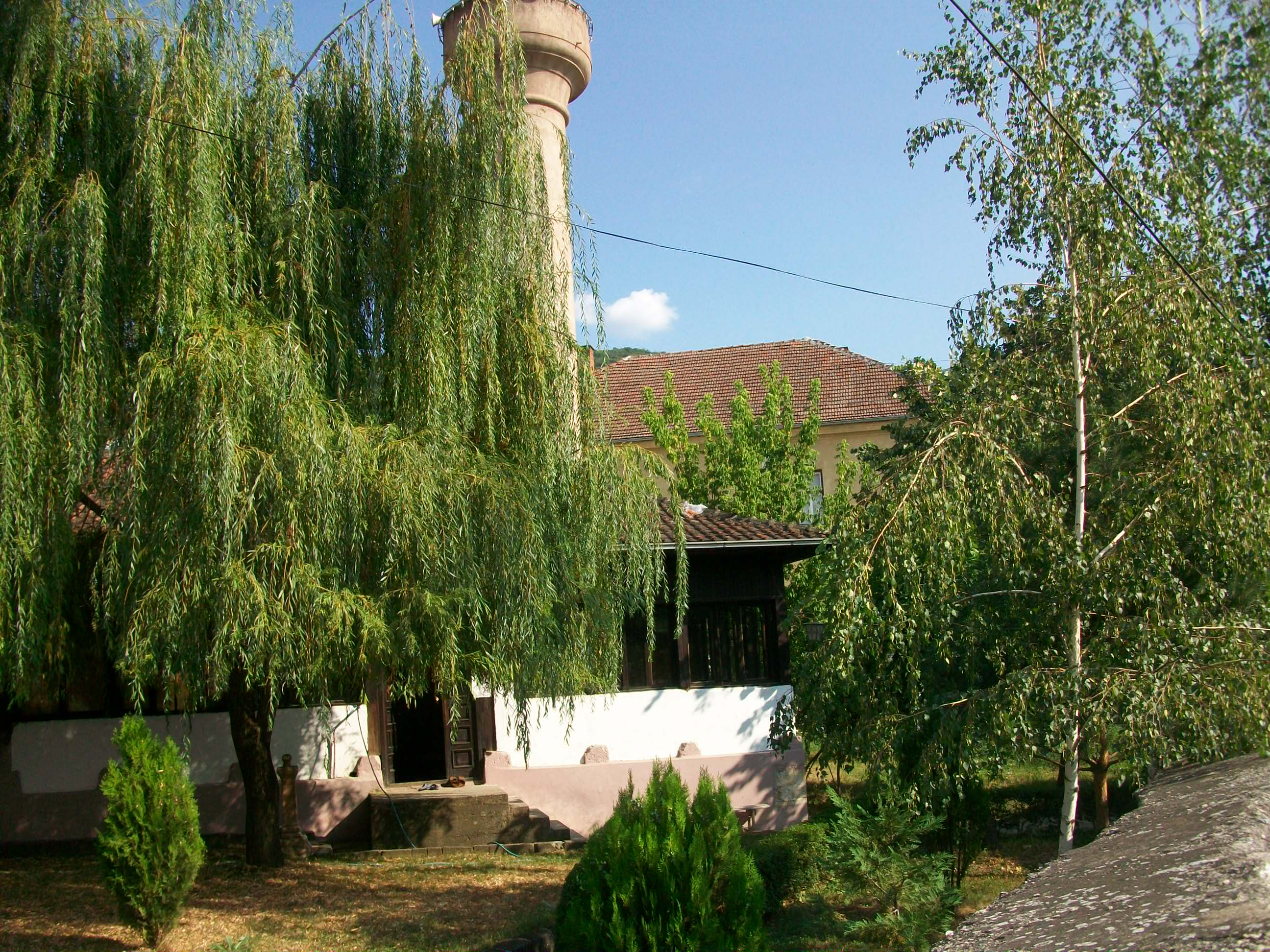
Moschee des Myderiz Ali Efendi

Die Myderiz-Ali-Effendi-Moschee (albanisch Xhamia e Myderiz Ali Efendisë) oder kurz Ali-Hodscha-Moschee (Xhamia e Ali Hoxhës) ist eine 1543 bis 1581 erbaute historische osmanische Moschee in der kosovo-albanischen Stadt Prizren an der Straße Papa Gjon Pali nahe der katholischen Kathedrale. Die Moschee wurde von Myderiz Ali Efendi, dem Obergelehrten (Müderris) der Stadt Prizren erbaut. Sein Leichnam wurde im Garten der Moschee bestattet.
Die Moschee umfasst ein 877 m² großes, dreieckiges Gelände. Im Vorhof der Moschee befindet sich das Grabmal.
Nach dem Zweiten Weltkrieg wurde die Myderiz-Ali-Efendi-Moschee als Rotkreuz-Zentrum genutzt.